# Rifugio Federico Chabod
Il rifugio Federico Chabod è un rifugio situato nel comune di Valsavarenche (AO), in Valsavarenche, nelle Alpi Graie, a 2.710 m s.l.m.

## Storia
È intitolato a Federico Chabod, storico ed alpinista valsavarein.

## Caratteristiche
Si trova in località Côte Savolère ai piedi della parete nord-ovest del Gran Paradiso e all'interno del Parco nazionale del Gran Paradiso.

## Accessi
Da Pravieux, frazione di Valsavarenche è raggiungibile in circa 2 ore e 45 minuti.

## Ascensioni
- Gran Paradiso - 4.061 m
  - Per il Ghiacciaio del Laveciau
  - Per la parete nord
  - Per la cresta di congiunzione con il Piccolo Paradiso
- Piccolo Paradiso - 3.926 m
- Becca di Montandayné - 3.838 m

## Traversate
- Rifugio Vittorio Emanuele II - 2.732 m